# NGC 710
NGC 710 (другие обозначения — UGC 1349, MCG +6-5-33, CGCG 522-41, KUG 0149+358B, IRAS 01499+3548, PGC 6972) — спиральная галактика (Sc) в созвездии Андромеда.
Этот объект входит в число перечисленных в оригинальной редакции «Нового общего каталога».
В NGC 710 взорвалась сверхновая SN 2002eo.